# Radio M Utrecht
Radio M Utrecht, waarbij de M staat voor "Midden" Nederland, is een Nederlandse radiozender voor de provincie Utrecht. Radio M Utrecht is onderdeel van het omroepbedrijf RTV Utrecht.
De zender brengt nieuws en achtergronden uit hoofdzakelijk de provincie Utrecht, afgewisseld met muziek. Ook het regionale weer komt aan bod met weervrouwen Margot Ribberink of Grieta Spannenburg, vaste vervanger is weerman Jordi Bloem. De zender geeft regionale uitgaanstips en besteedt aandacht aan cultuur en sport in de regio Utrecht. De sportrubriek "Namen en rugnummers" werd tot 2023 op zondagmiddag live uitgezonden evenals de wedstrijden van F.C. Utrecht, maar sindsdien vervangen door een livestream. Er zijn diverse presentatoren in dienst. Van acht tot tien en na elf uur 's avonds tot zes uur 's ochtends (op zaterdag tot zeven en op zondag tot acht uur) wordt er nonstop muziek uitgezonden, onderbroken door reclame en nieuws.
Ook is Radio M Utrecht de formele calamiteitenzender voor de provincie Utrecht.
De etherfrequentie is 93.10 MHz vanaf Lopik en een steunzender 97.90 MHz te Rhenen.

## Presentatoren (ook voormalig)
- Marc van Amstel
- Bob van Beeten
- Vivian Boelen
- Evelien de Bruijn
- Ingrid Corvers
- Corine van Dijk
- Klaas Drupsteen
- Maya Eksteen
- Aart van Eldik
- Koop Geersing
- Thorvald de Geus
- Richard Grootbod
- Jos van Heerden
- Marcel Hofman
- Peter Holland
- Kees Hoogendijk
- Ron Kas
- Conny Kraaijeveld
- Jeroen Latijnhouwers
- Bart van Leeuwen
- Edwin Meerman
- Hubert Mol
- Liesbeth de Moor
- Henk Mouwe
- Nicolas Ruis
- Fred Siebelink
- Gertjan van Stralen
- Jan van Veen
- Pieter Vorage